# Deseret News
Deseret News — газета, издаваемая в Солт-Лейк-Сити (Юта, США). Принадлежит Deseret News Publishing Company, дочерней компании Deseret Management Corporation. В конце 2020 года газета перешла с ежедневного на еженедельный печатный формат с ежедневными онлайн-выпусками. До этого она печаталась корпорацией Newspaper Agency Corporation. В 2014 году ежедневный печатный тираж составлял 40 719 экземпляров и 109 330 экземпляров по воскресеньям.